# Republiky v Sovětském svazu

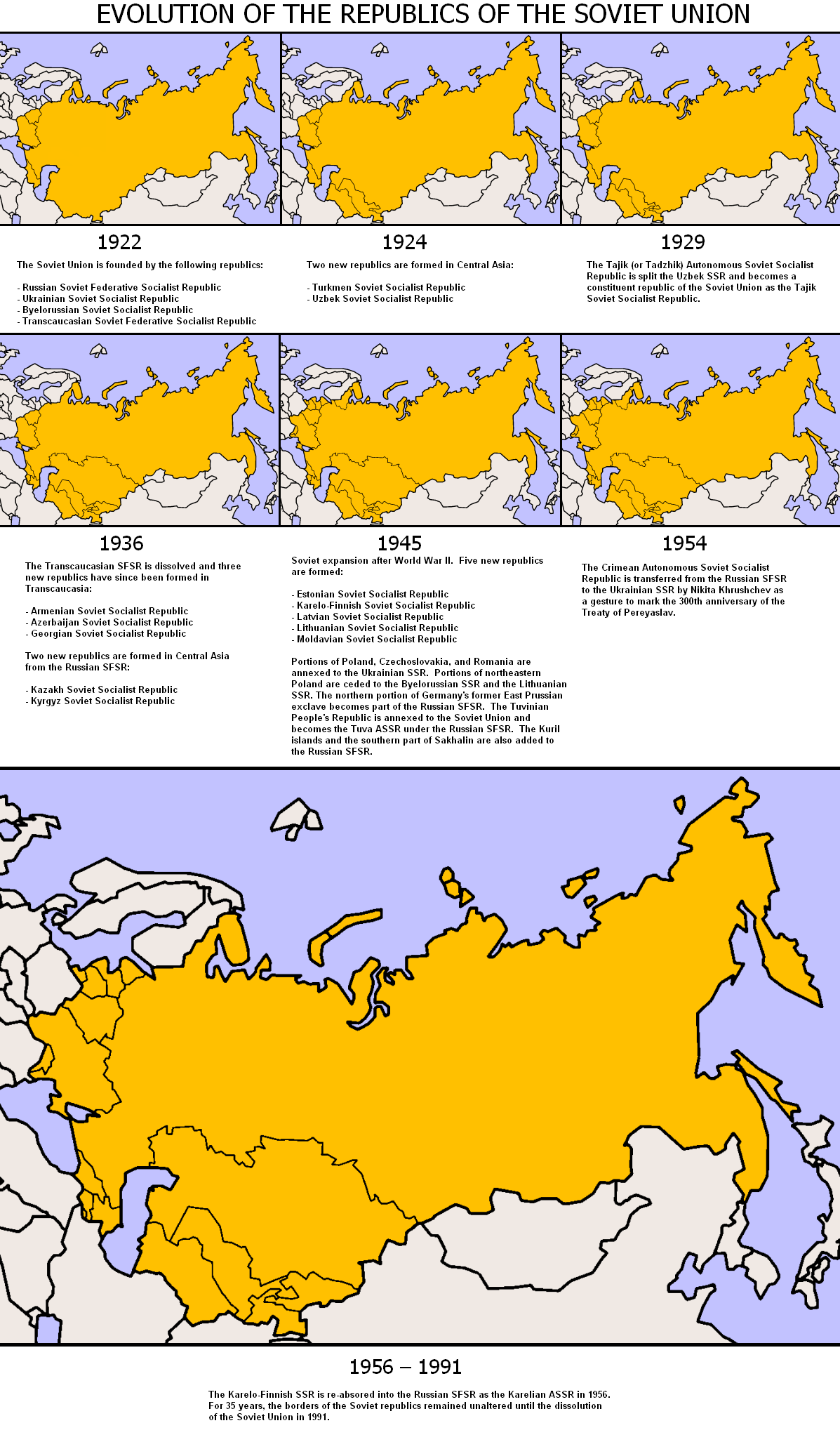
Vývoj svazových republik od roku 1922 do roku 1990

Svazové republiky byly nejvyšší autonomní administrativní celky, na které se dělil Svaz sovětských socialistických republik (SSSR, 1922–1991). Na nižší úrovni byly autonomní republiky. Každá svazová republika měla v názvu geografický či národnostní přívlastek a sovětská socialistická republika (SSR). Sověty byly původně občanské výbory, které formálně držely moc, označení „socialistická“ odkazovalo na státní ideologii marxismu-leninismu. Největší svazovou republikou s největším počtem autonomních oblastí byla Ruská sovětská federativní socialistická republika (RSFSR). 
Původní čtyři republiky vznikly za občanské války na území bývalého Ruského impéria, které se rozpadlo za revoluce roku 1917. Jejich sloučením vítěznými bolševiky vznikl roku 1922 Sovětský svaz. Počet svazových republik, jejich názvy a územní vymezení se měnily v důsledku územních změn, resp. expanze SSSR a v důsledku administrativních změn. Před rozpadem Sovětského svazu v letech 1990–1991 bylo patnáct svazových republik, ze kterých vzniklo patnáct nezávislých států.
Svazové republiky měly oficiálně velkou míru autonomie (vlastní ústavu a státní symboly, zajištěnou jistou míru suverenity (územní), či vlastní státní orgány), ve skutečnosti však byl Sovětský svaz uspořádán silně centralisticky a moc byla v rukou Komunistické strany SSSR.

## Národnostní princip
Svazové republiky byly součástí národnostní politiky SSSR a sloužily pro legitimizace moci na principu práva národů na sebeurčení. Již za občanské války Rudí podpořili proti Bílým národní snahy Ukrajinců a Bělorusů a jejich národní státy se staly zakladatelskými republikami svazu. Národní charakter byl podtržen změnami danými ústavou z roku 1936, kdy vznikly nové národní republiky místo Zakavkazské SSR a ve Střední Asii, zavedeno jednotné pojmenování národní název+SSR a zřízen Sovět národů jako jedna ze dvou komor Nejvyššího sovětu. Svazové národy byly symbolicky zastoupeny národními jazyky na sovětském státním znaku.
V období druhé světové války bylo národnostního principu využito k obhajobě anexí území bývalého ruského impéria. Bylo to vytvoření svazových republik na místě Pobaltských zemí, již dříve na hranicích Moldávie vytvořená Moldavská autonomní SSR byla po anexi území nahrazena samostatnou Moldavskou SSR, obdobný záměr lze očekávat v případě Finska vytvořením Karelo-finské SSR, která byla později v rámci finlandizace zrušena. Východní Polsko bylo nazváno Západním Běloruskem a připojeno k Běloruské SSR, Podkarpatská Rus k Ukrajinské SSR. Tři zakladatelské národy Sovětského svazu, Rusové, Ukrajinci a Bělorusové, se stali 3 z 51 zakládajicích členů OSN a SSSR díky tomu ve shromždění získal tři hlasy.
Národní princip však byl podřízen jiným politickým zájmům a dle potřeby ignorován nebo aktivně potírán. Například ve Střední Asii, kde druhá nejrozlehlejší Kazašská SSR původně vznikla jako Kyrgyzská autonomní SSR s centrem v ruském městě Orenburg, zatímco Kyrgyzská SSR vznikla jako Kara-kyrgyzská autonomní oblast („Černo-kyrgyzská“). K represivním nástrojům patřily nucené deportace obyvatel v masovém měřítku prováděné zejména za Stalina a rusifikace. Sovětská národnostní politika a centrální rozhodování o vymezení „národních“ svazových republik se stalo dědictvím takto vymezených samostatných států, které je primární příčinou celé řady vojenských konfliktů.

## Orgány jednotlivých SSR
Hlavním orgánem byl vždy republikový Nejvyšší sovět (nejvyšší rada), dále existovala rada ministrů, ministerstva, i soudy. Původně měly mít tyto celky i vlastní zastoupení v různých mezinárodních organizacích (například OSN); to se však podařilo na mezinárodní scéně prosadit pouze u USSR a BSSR. Podle ústavy měla též každá republika garantované právo vystoupit ze SSSR.

## Právo vystoupit ze svazku a jeho aplikace
V období od vzniku těchto útvarů až do roku 1990 však žádná země právo vystoupení nevyužila; bylo to dáno tím, že právo vystoupit bylo vzhledem k existenci komunistického režimu v podstatě jen formální (byť bylo zakotveno v článku 72 ústavy SSSR). Existovala rovněž provázanost mezi ústřední a republikovou mocí; ve vedení každé svazové republiky byli v důležitých pozicích zastoupeni též i lidé z jiných svazových republik, převážně z RSFSR. To vedlo k deziluzi mezi obyvatelstvem jednotlivých republik a posilovalo separatistické tendence, vedoucí k národnostním problémům v 80. letech. Ty se objevily na jihu (Kavkaz) a západě (Pobaltí) země.
Ústřední vláda sice zajistila větší míru, hlavně ekonomické, autonomie pro jednotlivé republiky, především ty pobaltské se s tím však nespokojily a žádaly plnou nezávislost a vyřešení problémů z minulosti (okupace Pobaltí Stalinem za druhé světové války). 11. května 1990 vyhlásil tedy Nejvyšší sovět Litevské SSR nezávislost republiky, kterou se snažily sovětské síly potlačit; později došlo k bojím o místní televizní studio a k ostrému zásahu při demonstraci u Vilniuské televizní věže. Byla taky vyhlášena hospodářská blokáda. Přesto nezávislost krátce poté vyhlásily i ostatní pobaltské republiky.
V roce 1991 pak došlo postupně k osamostatnění všech svazových republik, včetně RSFSR. Sovětský svaz nakonec k 1. lednu 1992 zanikl. Bývalé republiky vytvořily Společenství nezávislých států, mezinárodní organizaci, která měla zajišťovat hlavně hospodářskou spolupráci. Členem se však nikdy nestaly pobaltské země, jež se přeorientovaly na Evropu a vstoupily do EU.

## Národnostní složení republik
Svazové republiky byly většinou oficiálně unitárními státy, kde byla používán vždy mateřský jazyk té které národnosti převažující; ruština však byla jako hlavní jazyk celého SSSR vyučována na všech školách a běžně se užívala také. I ve svazových republikách existovaly ještě další autonomní administrativní celky, založené též na národnostním principu (Autonomní sovětské socialistické republiky, Autonomní okruhy).
Díky přesunům obyvatelstva v rámci celého SSSR docházelo postupem času k vytváření poměrně velkých menšin, většinou ruských (Estonská SSR, Litevská SSR apod.), navíc některé další z republik (Ukrajinská SSR, Kazašská SSR) již existovaly s velkou národnostní menšinou od doby svého počátku.
Největší svazovou republikou byla Ruská sovětská federativní socialistická republika (RSFSR), jež tvořila drtivou většinu území státu (dnešní Rusko), a fungovala de facto jako hegemon celého SSSR. Její území však bylo národnostně nejvíce heterogenní; na území RSFSR se nacházelo mnoho autonomních republik a autonomních okruhů, které obývaly desítky národů. Obyvatelstvem však Rusové tvořili přibližně 55 % SSSR.

## Seznam svazových republik

### Při vzniku (1922)
- Ruská sovětská federativní socialistická republika (RSFSR)
- Zakavkazská sovětská federativní socialistická republika (ZSFSR)
- Ukrajinská sovětská socialistická republika (USSR)
- Běloruská sovětská socialistická republika (BSSR)

### Nové republiky podle roku
- 1924–1929 Střední Asie
  - 1924 Turkmenská SSR
  - 1924 Uzbecká SSR
  - 1929 Tádžická SSR
- 1936 Kavkaz rozdělením Zakavkazské SFSR
  - Arménská SSR
  - Ázerbájdžánská SSR
  - Gruzínská SSR

- 1936 Střední Asie
  - Kazašská SSR
  - Kyrgyzská SSR

- 1940 Východní Evropa na základě paktu Ribbentrop–Molotov
  - Moldavská SSR
  - Litevská SSR
  - Lotyšská SSR
  - Estonská SSR
  - Karelo-finská SSR (vytvořena po zimní válce, zrušena 1956)

### Před rozpadem (1991)
1. -  Arménská SSR
2. - Ázerbájdžánská SSR
3. - Běloruská SSR
4. -  Estonská SSR
5. -  Gruzínská SSR
6. -   Kazašská SSR
7. - Kyrgyzská SSR
8. - Lotyšská SSR
9. - Litevská SSR
10. - Moldavská SSR
11. - Ruská SFSR
12. -  Tádžická SSR
13. - Turkmenská SSR
14. Ukrajinská SSR
15. - Uzbecká SSR

## Správní rozdělení
SSSR od roku 1956 zahrnoval 15 sovětských socialistických republik (SSR), základní správní jednotkou byl rajón (tj. okres), některé svazové republiky dále měly:
- oblasti
- kraje
- národnostní okruhy (NO)
- autonomní oblasti (AO)
- autonomní republiky (ASSR)

### Expanze SSSR a změny před II. světovou válkou, během ní a po ní
- 1939 – část Polska, známá jako Kresy, Východní Polsko nebo Západní Bělorusko, okupována a připojena k Běloruské SSR a Ukrajinské SSR podle dohody s Hitlerem (Pakt Ribbentrop–Molotov)
- 1940 – z autonomní oblasti založena Karelofinská SSR jako část příprav k okupaci Finska (viz též finsko-ruská Zimní válka)
- 1940 – okupovány a následně anektovány baltské země – Estonsko, Litva, Lotyšsko – a přejmenovány na Estonská SSR, Litevská SSR, Lotyšská SSR
- 1940 – okupována Besarábie, východní část tehdy rumunské Moldávie, a připojena k Moldavské ASSR (autonomní republice v Ukrajinské SSR), pojmenována Moldavská SSR
- 1944 – represe kavkazských a krymských obyvatel, deportace; připojení Tuvinské aratské republiky
- 1945 – část Východního Pruska, součást Německa, okupována a připojena k Ruské SFSR, jako Kaliningradská oblast, dnes exkláva Ruska
- 1945 – Volyňské vojvodství poválečného Polska okupováno a připojeno k Ukrajinské SSR jako Volyňská oblast a Rovenská oblast
- 1945 – Kurilské ostrovy a jižní část Sachalinu připojeny k Ruské SFSR
- 1945 – Podkarpatská Rus odstoupena Československem a připojena k Ukrajinské SSR jako Zakarpatská oblast

### Změny vadministrativním dělení SSSR po druhé světové válce
- 1954 – Krym převeden z Ruské SFSR k Ukrajinské SSR
- 1956 – Karelofinská SSR se zase stala autonomní republikou Ruské SFSR

### Seznam svazových republik (kroku 1967)
1. Arménská SSR
2. Ázerbájdžánská SSR
3. Běloruská SSR
4. Estonská SSR
5. Gruzínská SSR
6. Kazašská SSR
7. Kyrgyzská SSR
8. Lotyšská SSR
9. Litevská SSR
10. Moldavská SSR
11. Ruská SFSR
12. Tádžická SSR
13. Turkmenská SSR
14. Ukrajinská SSR
15. Uzbecká SSR

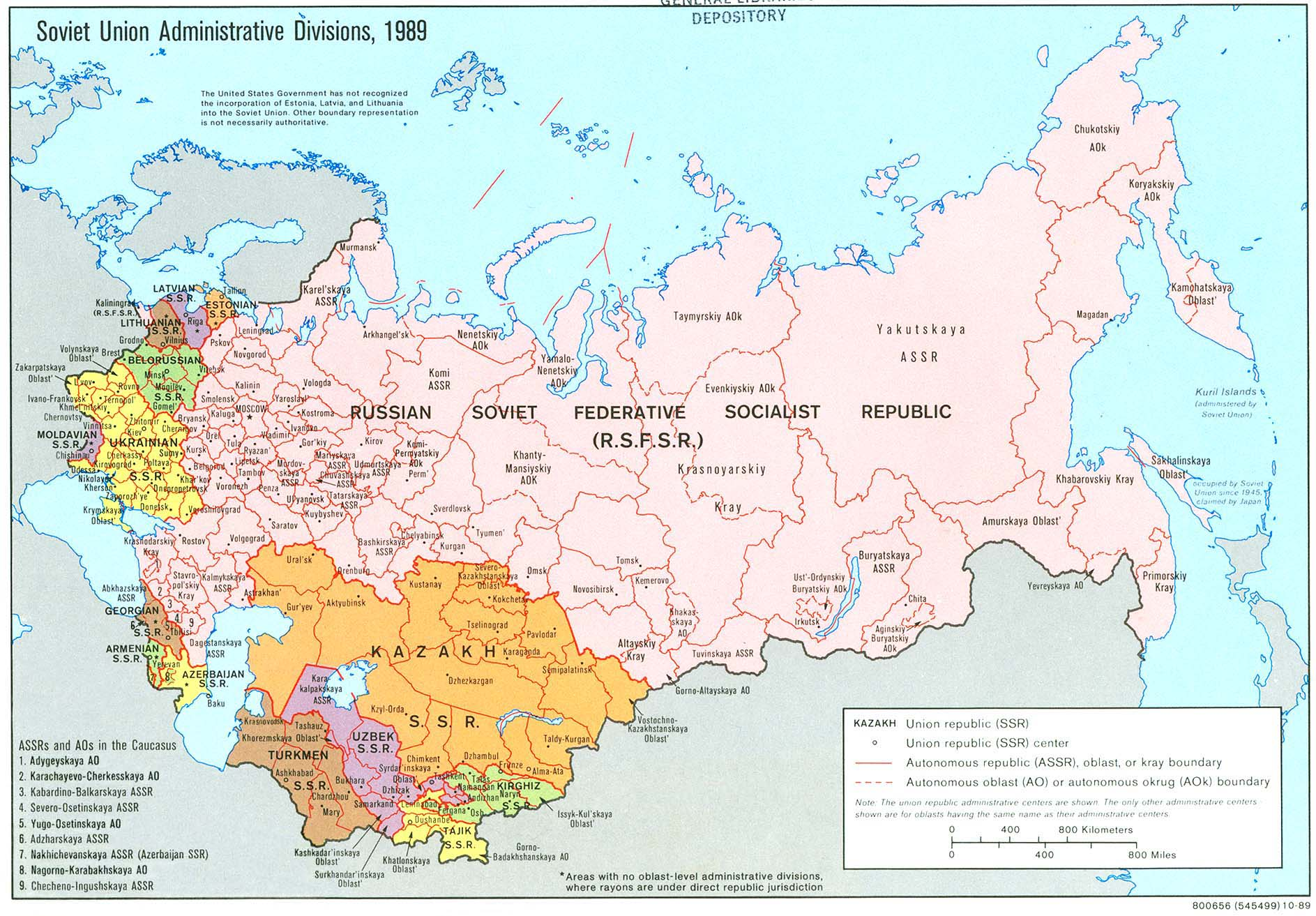
Administrativní dělení SSSR v roce 1989

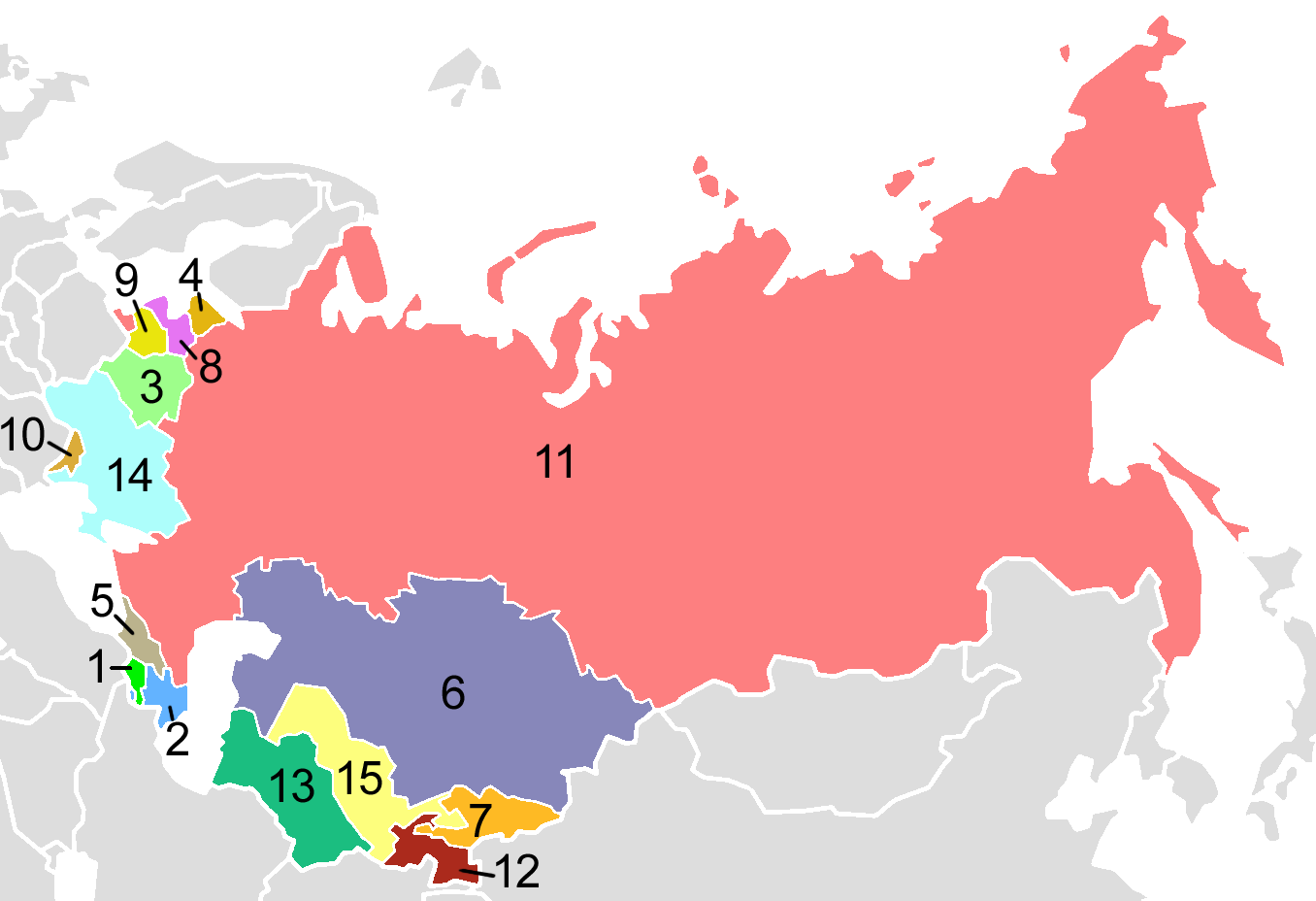
Svazové republiky Sovětského svazu (1956–1990)

- Ruská sovětská federativní socialistická republika (RSFSR) (dnešní Rusko)
  - hl. město: Moskva
  - další dělení: 16 ASSR, 5 AO, 10 NO, kraje, oblasti
- Ukrajinská sovětská socialistická republika (USSR) (dnešní Ukrajina)
  - hl. město: Kyjev
  - další dělení: oblasti
- Běloruská SSR (dnešní Bělorusko)
  - hl. město: Minsk
  - další dělení: oblasti
- Uzbecká SSR (dnešní Uzbekistán)
  - hl. město: Taškent
  - další dělení: 1 ASSR, oblasti
- Kazašská SSR (dnešní Kazachstán)
  - hl. město: Almaty
  - další dělení: oblasti
- Gruzínská SSR (dnešní Gruzie)
  - hl. město Tbilisi
  - další dělení: 2 ASSR, autonomní oblasti
- Ázerbájdžánská SSR (dnešní Ázerbájdžán)
  - hl. město: Baku
  - další dělení: 1 ASSR, autonomní oblasti
- Litevská SSR (dnešní Litva)
  - hl. město: Vilnius
- Moldavská SSR (dnešní Moldavsko )
  - hl. město: Kišiněv
- Lotyšská SSR (dnešní Lotyšsko)
  - hl. město Riga
- Kyrgyzská SSR (dnešní Kyrgyzstán)
  - hl. město: Frunze
  - další dělení: 1 oblast
- Tádžická SSR (dnešní Tádžikistán)
  - hl. město: Dušanbe
  - další dělení: 1 autonomní oblast
- Arménská SSR (dnešní Arménie)
  - hl. město: Jerevan
- Turkmenská SSR (dnešní Turkmenistán)
  - hl. město: Ašchabad
- Estonská SSR (dnešní Estonsko)
  - hl. město Tallinn